# 奧薩季基夫卡
奧薩季基夫卡（烏克蘭語：Осадьківка）是烏克蘭東部哈爾科夫州庫皮揚斯克區库皮扬斯克市镇内的村落，處於謝涅克河左岸，分別距離瓦西里夫卡1公里和斯廷卡2公里，面積0.29平方公里，海拔高度108米，2001年人口73。